# Return to Forever (musikalbum)
Return to Forever är ett musikalbum från 1972. Skivan lanserades som ett album av Chick Corea, men var i praktiken debutalbumet för fusiongruppen Return to Forever. Skivan släpptes på jazz-skivbolaget ECM Records, mest känt för albumet The Köln Concert. I USA släpptes inte skivan förrän 1975, trots att den spelades in i New York. Albumet domineras av Coreas elpiano-spel och en latinamerikansk ljudbild. På de ursprungliga vinylutgåvorna togs hela b-sidan upp av den 23 minuter långa kompositionen "Sometime Ago - La Fiesta".

## Låtlista
1. "Return to Forever" – 12:06
2. "Crystal Silence" – 6:59
3. "What Game Shall We Play Today" – 4:30
4. "Sometime Ago - La Fiesta" – 23:13

## Listplaceringar
- Billboard Jazz Albums, USA: #8 (1975)[1]